# Заяев, Дамба-Доржо
Панди́то Хамбо́-ла́ма I Дамба́-Доржо́ Зая́ев (Дамба-Даржай Заяев, 1710—1776) — бурятский религиозный деятель, первый глава буддистов Восточной Сибири в 1764—1776 годах.
Первый бурятский лама, получивший полное классическое буддийское образование в Тибете. Распространитель буддизма в Бурятии, основатель Цонгольского дацана.

## Биография
Родился в 1710 году на восточном берегу реки Чикой, у подножья горы Хуугтэй-Хаан, в семье цонгольского нойона Зая Сахулакова. В 1725 году отправился в Даа-Хурээ, затем в Пекин и через пограничный город Синин — в Тибет. По пути в Лхасу совершил паломничество к месту рождения Цонкапы в Кумбуме.
С 1734 года в течение 7 лет обучался на факультете Гоман-дацан монастыря-университета Палден Дрепунг, одного из трёх великих монастырей школы Гелуг. Получил обеты гецула от Панчен-ламы Лобсана Еше. В 20-летнем возрасте получил обеты гелонга от Далай-ламы VII Кэлсанга Гьяцо. В совершенстве овладев знаниями «10 буддийских наук», в возрасте 25 лет успешно сдал экзамены на степень геше (бур. гэбшэ) — «доктора буддийской философии». В 1732 году вернулся на родину.
В 1741 году удостоен аудиенции императрицы Елизаветы Петровны, которая дала официальное согласие на его просьбу разрешить свободно распространять буддизм среди бурят. В 1757 году стал настоятелем (ширээтэ) Цонгольского (Хилгантуйского) дацана.
В царствование Екатерины II 22 июня 1764 года, по ходатайству нойонов селенгинских родов, вышел указ Пограничной канцелярии об утверждении Дамба-Доржо Заяева в должности «Главного Пандито Хамбо-ламы всех буддистов, обитающих на южной стороне Байкала» и главного над всеми ширээтэ селенгинских дацанов.
В 1767 году был одним из членов комиссии, созванной Екатериной II для разработки проекта новых законов Российской империи. В 1775 году принял участие в составлении Селенгинского уложения, одного из первых документов обычного права ясачных народностей.
В период правления Д.-Д. Заяева были построены 10 больших и 6 малых дацанов. Самый большой из них — резиденция Пандито Хамбо-ламы Цонгольский дацан «Балдан Брайбун», названный в честь тибетского монастыря Палден Дрепунг.
Умер в 1776 году в местности Талын Харгана близ города Селенгинска.

## Память

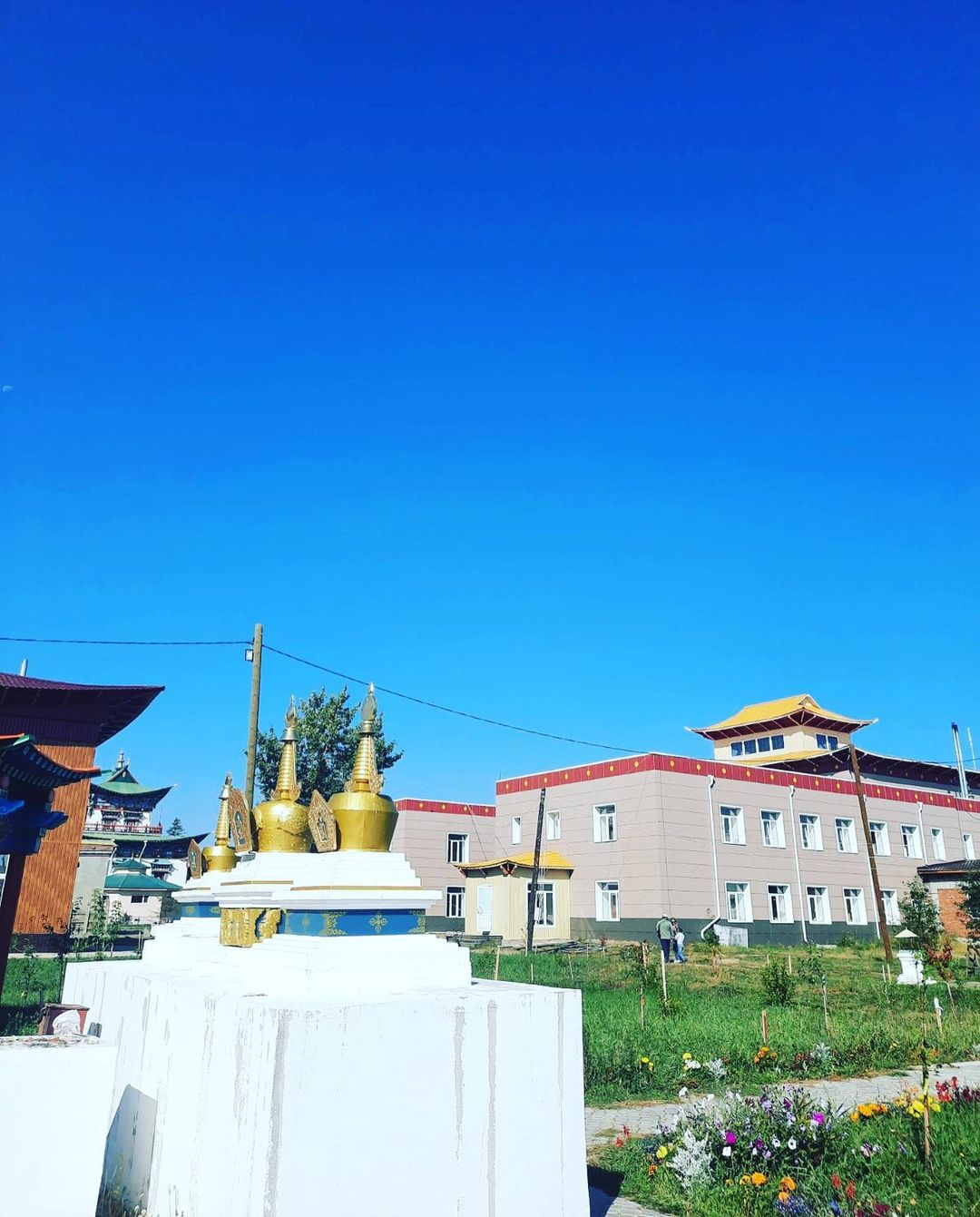
Здание Буддийского университета имени Дамба-Доржо Заяева

В 2008 году в местности Талын Харгана, находящейся в Селенгинском районе Бурятии в 7 км севернее посёлка Новоселенгинск у Кяхтинского тракта, установлен субурган, посвящённый первому Пандито Хамбо-ламе. Создаётся обширный буддийский комплекс. В 2012 году при поддержке президента России В. В. Путина начато возведение храма-дугана Белой Тары (бур. Цаган Дара Эхэ) Ацайского дацана.
Первый в России Буддийский университет носит имя Дамба-Доржо Заяева.